# 西田健
西田 健（にしだ けん、1945年〈昭和20年〉6月24日 - ）は、日本の俳優、声優。本名は同じ。岡山県出身。劇団雲、演劇集団 円 を経て、現在はフリーで活動している。

## 来歴
日本統治時代の朝鮮の江原道元山明治町で、「元山毎日新聞社」の社主をはじめ養蚕業、石炭販売、保険代理店などを幅広く経営する家に生まれた。祖父、父共に早稲田大学卒の実業家であった。健の誕生から間もなく、敗戦によって一家は家財総てを失い、祖国日本の岡山県に引き揚げる。
小学校から高校（都立雪谷高校）を卒業し、映画脚本家を目指し早稲田大学文学部演劇専修科に入学した。しかし当時の大学は授業料値上げ闘争に始まった学園紛争に明け暮れており、ほとんどがロックアウト状態で授業は満足に受講できる状態ではなかった。大学時代の同級には逸見政孝や長塚京三がいた。そこで西田は日本テレビのプロデューサー井原高忠の個人秘書という形で働くことになる。
おりしも井原は坂本九をメインにバラエティーショー『九ちゃん!』及び日本で初の深夜番組『11PM』の立ち上げに関わっており、西田は両番組の初代フロアーアシスタントを務めることになった。この頃にてんぷくトリオで若手だった伊東四朗と知り合っている。井原からは人間の立ち居振る舞いなどの多くの事を学んだという。
1年半の日本テレビ生活を終えいったん大学に戻ったが、井原の知友であった文芸プロダクションにんじんくらぶ（当時は解散）を主宰していた若槻繁の紹介状を持って、最初は演出志望で劇団雲の門をたたいた。正式に研究生として入団し、俳優の道を歩む。劇団研究生の同期には田中眞紀子がいた。
1970年に劇団雲の団員に昇格、1975年からは劇団雲の分裂に伴って、岸田今日子や仲谷昇らと行動と共にして演劇集団 円に所属した。橋爪功らとともに名優であり名演出家でもあった芥川比呂志に演技指導を受け薫陶を受けた最後の世代である。
1971年、『帰ってきたウルトラマン』で、MATの岸田文夫隊員役を演じる。主役の郷秀樹を演じた団時朗に匹敵する多くのファンレターが西田の事務所に届き、それは数こそ変化したが現在に至るまで続いている。
1973年には、小川真由美主演の『アイフル大作戦』に探偵学校の生徒・丘大介役で丹波哲郎などの先輩俳優とレギュラー出演し、しゃれたアクションコメディで軽妙な演技を披露した。
この前年に井原より『ゲバゲバ一座のちょんまげ90分』の出演を要請され、新劇役者としてはめずらしいバラエティ出演となった。フルオーケストラで歌を歌ったりグループダンスを踊ったり、各出演者が持ち回りで歴史上の著名人になり、それらがすべてギャグになっているという構成であり、西田の持ち役は「光源氏」 だった。なお、この番組は放映時に一部生放送の部分もあり、大橋巨泉 などとピアノを囲んでフリートークもあった。後年、西田はギャグはお粗末だったが、生バンドで歌って踊ることで度胸がついた、と親しい編集者に語っている。この当時のビデオテープは日本テレビにも現存していない。
20代から30代にかけては、『特捜最前線』や『Gメン'75』などで演じた個性的な犯人役に代表されるように、悪役を演じることが多くなった。とりわけ『特捜最前線』では原子爆弾を製造する思想犯に始まり、ストーカーや潔癖症のマザコン男など、さまざまな役柄を演じた。近年DVD発売に際して行われた人気エピソードのアンケート結果でも、西田がゲスト出演した回は軒並み、上位にランクインしている。
『Gメン'75』の1か月のヨーロッパ・ロケを終えて帰国した西田は、時代劇を多く自分の仕事の範疇に入れることを決意する。東京制作では萬屋錦之介主宰の中村プロで、錦之助に悪役、癖のある二枚目として重用され常連出演者になり、杉良太郎主演作、国際放映で撮影された古谷一行、加山雄三らの 東宝時代劇、天知茂主演作、そして、三船プロ で撮影された時代劇を渡り歩いた。この頃から、東映京都撮影所 からも声がかかるようになり、京都での仕事が急激に増えてくる。旧知の深作欣二監督から呼ばれた『柳生一族の陰謀』テレビ版に始まり、大川橋蔵に可愛がられ橋蔵直々のキャスティングで数々の『時代劇スペシャル』に出演した。その後は、北大路欣也、松方弘樹、松平健らのさまざまなシリーズにゲスト出演し、所作や時代劇の技を磨いていった。
敬愛していた工藤栄一監督に要請された『必殺仕事人V・旋風編』・『風雲竜虎編』における中村主水の上司、与力の鬼塚（ファンの間では鬼塚様）として知られている。引き続いて、同じく工藤の監修による、山﨑努版『雲霧仁左衛門』での筆頭与力・山田藤兵衛は本人が「一番気に入っている」と知人の編集者に言いきっている。視聴者の要望に応えるかたちで発売されたDVD-BOXのリーフレットの中で映画ライター金澤誠によって、「剃刀のような山田を演じた西田はクールな演技が光り、現代の警察機構にも似た雰囲気を醸し出している」と絶賛された。
40代以降は、2時間サスペンスドラマや長時間時代劇へも活動の場を広げ、犯人をはじめとしたさまざまな役柄を演じて今日に至っている。特に、日本テレビで放送された『火曜サスペンス劇場』での西田の活躍はめざましく、数回行われた番組パーティでは、最多出演賞の栄誉に輝いている。中でも、いかりや長介 とコンビで十年以上に渡って撮影された「取調室」シリーズへの愛着を、全作品を監督した鷹森立一監督へのリスペクトを込めて周囲に語っている。
映画の出演作も数多いが、中でもベルリン国際映画祭銀熊賞を受賞した熊井啓監督の『海と毒薬』では、米兵の生体解剖に関わる浅井助手役で、人間の心の闇に潜む、弱さ、卑怯さ不純さ、悪意への傾きを演じ、原作者の遠藤周作や映画評論家の淀川長治から高い評価を受けた。淀川は「…なにげないアメリカ兵と日本人医師｛西田健｝の会話から、だまし討ちのごとく生体実験にもっていく恐怖、このスリル、このショック、この恐怖にはこれまでのいかなるショック映画もこのシーンの足元にも及ぶまい」 と記述している。
2015年12月、刑事ドラマ『相棒』に、業界では異例ともいえる3度目のゲスト出演を果たし、高視聴率を獲得した。
『科捜研の女』にSeason12からSeason24まで、京都府警本部・佐伯志信本部長として出演している。
2024年8月、X（旧Twitter）を開設 。
2024年12月26日に、X（旧Twitter）にて新規のオファーに対し「もう仕事をする気はありません」と回答している。

## 人物
- 2004年10月からは、レギュラー出演している『新・京都迷宮案内』シリーズで、それまで着用していたかつらを外して出演し、世間を驚かせた。9歳年上の野際陽子の上司役であるため年上感を出すためにどうすればよいか思案していたところひらめいた[8]。

- 読書が趣味で志賀直哉、阿川弘之、曽野綾子、佐藤愛子、福田恆存、丸谷才一、高坂正堯、佐伯啓思、塩野七生の愛読者であり、海外ミステリー（特に英国）にも広く通じている。思想信条的には櫻井よしこを支持している[9]。

- 世阿弥の「風姿花伝書」から「秘すれば花」[10]「花は心、種はわざ」という言葉を愛している、と語っている[9]。また、読売新聞人物データベースには、シェイクスピア『マクベス』に登場する魔女のセリフ Fair is foul and  foul is fair 「綺麗は汚い 汚いは綺麗」が好きな言葉だと記されている。

- テレビメディアなどではいままで自分を語ることのなかった西田だが、2017年1月21日にBS朝日で放送の『ザ・インタビュー〜トップランナーの肖像〜』で作家の吉永みち子と対談し、自己の俳優生活の紆余曲折を自嘲的にユーモアを交えて初めて語った[11]。

- 若い頃からの車好きでドイツの名車、英国のスポーツカーを乗り継ぎ、現在の愛車はポルシェ911carrera4である。

## 出演

### テレビ作品

#### NHK
- 大河ドラマ
  - 勝海舟（1974年） - 池内蔵太
  - 元禄太平記（1975年） - 浅野大学
  - 草燃える（1979年） - 平宗盛
  - 武田信玄（1988年） - 細川藤孝
- 永すぎた春（1975年）
- ザ・商社（1980年） - 江坂明太郎
- 遺書配達人
- 天下御免
- 天下堂々
- 包丁
- 戦士の休息
- 女殺油地獄（1984年） - 八弥
- ハルとナツ 届かなかった手紙（2005年） - 山辺照彦
- ちいさこべ（2006年） - 勘助
- わたしが子どもだったころ (2009年)　-　押井守 父役
- 神谷玄次郎捕物控 第5話「霧の果て」（2014年、NHK BSプレミアム） - 水野
- 京都人の密かな愉しみ 夏 木屋町 珈琲夢譚（2015年、NHK BSプレミアム）
- 大岡越前3 第7話「過去を失くした男」（2016年、NHK BSプレミアム） - 三崎屋儀兵衛

#### 日本テレビ
- 火曜日の女シリーズ / ある朝、突然に…（1972年） - 森あきら
- 太陽にほえろ!
  - 第100話「燃える男たち」（1974年6月21日）[12] - 円山 役
  - 第182話「ボディーガード」（1976年） - 中井刑事
  - 第212話「情報」（1976年） - 岡部
  - 第271話「警察犬ブラック」（1977年） - 友田正毅
  - 第423話「心優しき戦士たち」（1980年） - 村上慎一
  - 第435話「スター」（1980年） - 西田史郎
  - 第478話「汚れた警察」（1981年） - 長谷川主任
- 鞍馬天狗 第14話（1974年12月31日）[13] - 瀬田 役
- 長崎犯科帳 第21話「辻斬り犯人を追え」（1975年） - 稲村小太郎
- 愛のサスペンス劇場 / 歯止め（1976年） - 旗島信雄
- 熱中時代 教師編第20話「若草物語・熱中篇」（1979年） - 金田三郎
- ちょっとマイウェイ 第5話「南代官山戦争!」（1979年） - 勝田
- 桃太郎侍（NTV / 東映） 第243話「阿波から天女がやって来た」（1981年） - 辻総一郎
- 大江戸神仙伝（1985年）
- 八百八町夢日記 第1シリーズ 第33話「次郎吉に惚れた男」（1990年） - 村井宗山
- 長七郎江戸日記 第3シリーズ 第6話「がめつい女?」（1990年） - 六角義周
- 刑事貴族 第17話「熱い街から来た刑事」（1990年）
- 検事・若浦葉子 第8話「死者からの挑戦状・私は夫に殺された!」（1991年）
- 闇を斬る!大江戸犯科帳 第5話「悲しい嘘」（1993年） - 大黒屋利兵衛
- はだかの刑事 第25話「拳銃とお弁当」（1993年）
- 江戸の用心棒
  - 第9話「残酷!拝領妻」（1994年） - 黒松伊賀守
  - 第28話「男芸者が命を賭けた!」（1995年） - 望月丹波守
- グッドラック（1996年） - 黒部辰吉
- 新宿暴走救急隊（2000年） - 鎌田
- ギンザの恋（2002年） - 浅井ケン
- ホカベン（2008年） - 笠原理事長
- クレオパトラな女たち（2012年） - 梶原
- 火曜サスペンス劇場
  - 消えた鼓動 心臓移植殺人事件（1981年）
  - たそがれに標的を撃て（1982年）
  - 死の断崖（1982年1月26日） - 野上
  - 閉じ込められて（1982年）
  - 高校野球殺人事件（1982年8月3日）
  - 殺したくないのに（1982年10月5日） - 伊沢
  - その朝おまえは何を見たか（1983年6月7日）
  - 女の中の炎（1983年6月28日）
  - 幻の女を探せ（1983年7月26日）
  - 恐怖のエレベーター（1983年10月11日）
  - 断罪（1985年4月16日）[14][15]
  - 愛する妻への遺書（1985年10月8日） - 原田慎二郎
  - 鉄の串（1986年9月2日） - 岩井健三
  - 入れ代わった女（1986年11月）
  - 絢爛たる欲望（1987年）
  - 産婦人科病院から消えた女（1987年）
  - 京都周山殺人街道（1988年1月12日） - 馬渕茂
  - L特急さざなみ7号で出会った女（1988年）
  - 六月の花嫁シリーズ
    - ゼロの蜜月（1988年6月28日） - 小池祥一
    - 青い薔薇殺人事件（1993年6月29日）[16]
    - 幸福（1994年6月28日）

  - 雨月荘殺人事件（1988年10月18日） - 高倉和彦
  - 再会・殺意の方程式（1988年12月6日） - 柏木光彦
  - 名無しの探偵5「殺意のデッサン」（1989年2月14日） - 丸山秀夫
  - 女検事・霞夕子7「自転車に乗る女」（1989年4月4日） - 星野洋平
  - 女弁護士・高林鮎子6「船岡発普通列車 無縁坂の女」（1989年7月18日） - 村松俊明
  - フルムーン旅情ミステリー
    - 第1作「湯布院殺人事件」（1989年9月19日） - 高梨亮介
    - 第4作「遠い記憶」（1991年7月2日） - 井川刑事
    - 第8作「風の囁き」（1993年8月3日） - 矢内昭和

  - 星座伝説殺人事件（1989年11月21日）
  - 森村誠一の電話魔（1990年3月6日） - 大野弘行
  - ベビーシッター殺人事件（1990年4月24日） - 刑事
  - たそがれに愛をこめて -心臓外科医と死刑囚-（1990年10月2日） - 市村
  - 三十年目の同窓会（1991年5月21日） - 青山達彦
  - 盗聴の夜（1991年7月23日、中京テレビ）
  - 女監察医・室生亜季子11「歪んだ告白」（1992年4月14日） - 井上清
  - 森村誠一の夜行列車（1992年12月8日）
  - 生命（1993年8月31日） - 久保田修
  - 九門法律相談所「離婚」（1993年11月23日） - 蔦野徹
  - 取調室シリーズ 第1作 - 第12作（1994年 - 2000年） - 石川康伸（捜査一課長）
  - 昨日を探す女（1995年11月28日）
  - 犯罪心理分析官3（1997年） - 日下敏
  - 検事 霞夕子14「早朝の手紙」（1999年8月24日） - 槙圭一郎
  - ふるさとの傷 愛は残酷（2000年12月12日） - 山崎義一
  - 窓辺の女（2001年1月30日） - 村西一郎
  - 松本清張スペシャル 内海の輪（2001年3月） - 江村寿夫
  - 松原完治 お金ちょうだい致します（2004年3月30日） - 杉本刑事
  - 北ホテルⅢ（2005年3月8日） - 丸山誠治

#### 読売テレビ
- 木曜ゴールデンドラマ
  - 恐怖はゆるやかに（1982年2月4日）
  - 片隅の二人（1983年2月10日）
  - 秘密の女（1985年6月20日）
  - 名犬ゴローの冒険
  - 娘からの宿題（1990年）
  - 花嫁の父（1991年2月7日）
- 獣医さん、事件ですよ 第4話「冷酷父が絶縁娘に感涙」（2014年7月24日） - 小泉茂徳

#### TBS
- 二人の世界（1970年 - 1971年）
- キイハンター
  - 第146話「007座席指定は殺人超特急」（1971年） - 宮原竜二
  - 第207話「黒猫と死者との結婚式」（1972年） - 古賀義信
  - 第212話「荒野の棺桶作戦」（1972年） - トオル
  - 第226話「夏の陽の追跡! 逃亡のハネムーン」（1972年） - 川村信
  - 第236話「夕陽のガンマン 荒野の大襲撃」（1972年） - 鷲見竜治
- 帰ってきたウルトラマン（1971年4月2日 - 1972年3月31日） - MAT隊員・岸田文夫 役[17]
- シークレット部隊 第22話「危機一髪!馬泥棒一家」（1972年）
- 水戸黄門
  - 第4部 第10話「あの紅が憎い -天童-」（1973年3月26日） - 利吉
  - 第9部 第2話「死を賭けた武士道 -いわき-」（1978年8月14日） - 山口勝之進
  - 第24部 第34話「御用金送りは悪の罠 -福島-」（1996年5月20日） - 都築紋太夫
  - 第33部 第22話「大対決! 八百八町は日本晴れ -江戸-」（2004年9月20日） - 横溝備後守
  - 第35部 第5話「お転婆姫の大変身! -大分-」（2005年11月7日） - 川島玄蕃
  - 第37部 第23話「次期将軍を狙った野望 -水戸・江戸-」（2007年9月17日） - 安藤登之助
- アイフル大作戦（1973年 - 1974年） - 丘大介
- 夜明けの刑事
  - 第8話「電話で殺人を....」（1974年11月20日）[18] - 桑原晋 役
  - 第30話「バクチの好きな夫に気をつけろ!!」（1975年7月2日）[19] - 金沢 役
  - 第103話「快速球殺人!」（1977年1月26日）[20]
- Gメンシリーズ
  - Gメン'75
    - 第4話「殺し屋刑事」（1975年） - 黒い狼メンバー
    - 第13話「バスストップ」（1975年） - 村上
    - 第23話「車椅子の女刑事」（1975年） - 影山光男
    - 第32話「死んだはずの女」（1975年） - 多田俊次
    - 第39話「ギャングに呼ばれた刑事」（1976年） - 立花仁一
    - 第71話「刑事の女体受託収賄事件」（1976年）−杉本刑事（演：山口あきら）の吹き替え
    - 第86話「パリ警視庁の五百円紙幣」 - 第88話「パリ-紺碧海岸縦断捜査」（1977年） - 坂崎達也
    - 第94話「ブリュッセル国際空港の女」（1977年） - 綾部正夫
    - 第117話「日本降伏32年目の殺人」（1977年） - 豊田正夫（孫明生）
    - 第137話「'78新春大脱獄」（1978年） - 船田栄次
    - 第161話「嘘つき警官」（1978年） - 沼田巡査
    - 第187話「爆弾を持ったサンタクロース」（1978年） - 川村
    - 第198話「パレットナイフの殺人」（1979年） - 沢村達也
    - 第226話「電話魔」（1979年） - トオル
    - 第250話「パリ・セーヌ川に浮かんだ裸女」（1980年） - 青木
    - 第300話「盗まれた女たち」、第301話「盗まれた女たちPART2」（1981年） - 小山伸夫
    - 第316話「赤い千円札で煙草を買う男」（1981年） - 相良信一（警部）
    - 第333話「悪魔を呼ぶ子供」（1981年） - 竹田剛
    - 第350話「壁の中の赤い殺意」（1982年） - 大竹信雄

  - Gメン'82（1983年）
    - 第13話「赤いサソリvs香港少林寺」（吹き替え）
    - 第17話「さよならGメン'82」 - 有坂
- 赤い疑惑 第4話「母の秘密」（1975年） - 城西署刑事
- 明日の刑事
  - 第10話「北の果てに消えたわかれうた」（1977年）
  - 第63話「美人刑事vsフットボールギャング」（1979年）
- 花王 愛の劇場
  - 転落の詩集（1978年）
  - ふたりの旅路（1981年）
  - その時、妻は（1984年）
  - 遥かなり母と娘の旅路（1985年） - 工藤周一
  - ママまっしぐら! 第2シリーズ（2001年） - 相沢光男
- ポーラテレビ小説 / おりん（1979年 - 1980年） - 竹内
- 噂の刑事トミーとマツ
  - 第1シリーズ（1980年）
    - 第27話「女は不良がスキなのよ!」
    - 第38話「久美子! 恋の三角レースだよン」 - 倉持タケシ

  - 第2シリーズ 第6話「トミー仰天! マツの巨大デベソ突き」（1982年） - 青木健次郎
- 関ヶ原（1981年） - 真田信幸
- ザ・サスペンス
  - 松本清張の馬を売る女（1982年）
  - 後鳥羽伝説殺人事件（1982年） - 池田謙二
  - 悪魔のような完全犯罪（1983年）
  - 猟人日記（1983年）
  - 奪われた遺書（1983年）
  - 鳥取砂丘殺人事件（1984年）
  - 消えた日曜日（1984年）
- スーパーポリス 第2話「ギャー! 大列車ギャング出現!」（1985年） - 松尾
- 金田一耕助の傑作推理 霧の山荘（1985年） - 山本武彦
- 夫婦生活（1985年）
- 天使のアッパーカット（1986年）
- 西田敏行の泣いてたまるか 第6話「こちら突撃リポーター」（1986年）
- 水曜ドラマスペシャル
  - 袋小路の女（1987年2月18日、ユニオン映画） - 竹井弘
- TBS大型時代劇スペシャル
  - 徳川家康（1988年） - 長束正家
  - 源義経（1990年）
  - 平清盛（1992年） - 藤原教長
  - 大忠臣蔵（1994年）
- L×I×V×E（1999年） - 日向
- 3年B組金八先生 - 菅 役
  - 第5シリーズ 第11回・第12回・第19回（2000年1月6日・13日・3月2日）[21]（PTA会長）
  - 第6シリーズ 第4回 - 第6回・第8回・第20回・最終回（2001年11月1日 - 15日・29日・2002年3月7日・28日）[22]（PTA会長）
  - 第7シリーズ 第20回（2005年3月11日）[23]（商店会代表）
- こちら第三社会部（2001年） - 山口三太郎
- プリティガール（2002年）
- こちら本池上署（2004年） - 笠原悟
- オルトロスの犬 第7話「非常事態」（2009年9月11日） - 浅川五朗（法務大臣）
- 浅見光彦〜最終章〜 第3話「岩手遠野 編」（2009年11月4日） - 堀田正義
- 特上カバチ!! 第3話「パワハラ経営者に勝つ方法」（2010年1月31日） - 久野英樹
- 名奉行!遠山の金四郎（2017年9月25日） - 粂島屋忠右衛門
- 月曜ドラマスペシャル→月曜ミステリー劇場→月曜ゴールデン→月曜名作劇場
  - 2時間7分の身代金（1993年7月26日） - 鎌田洋三
  - 刑事・野呂盆六1「完全犯罪の女」（1993年12月13日） - 国場威一郎
  - フォトグラファー桜井美由紀
    - 第1作「夜の虹」（1996年11月4日） - 刑事
    - 第2作「死都物語」（1997年10月20日） - 保坂茂
    - 第3作「暗黒凶像」（1998年8月24日） - 佐治満男

  - 探偵 左文字進シリーズ（2000年 - 2013年） - 田沼憲
  - 弁護士 朝吹里矢子 第1作「贈る証言」（2001年11月5日） - 小久保雄高
  - 世直し公務員ザ・公証人 第3作（2003年7月7日） - 東金均
  - 教授検事 東京地検特捜部（2004年8月9日） - 玉森弘次
  - 検事・沢木正夫 第2作「公訴取消し」（2006年6月26日） - 藤井次席検事
  - 税務調査官・窓際太郎の事件簿 第15作（2007年1月8日） - 横溝英次
  - 狩矢警部シリーズ
    - 第3作「京都茶道三姉妹殺人事件」（2007年7月9日） - 高木四郎
    - 第7作「小野小町殺人事件」（2009年11月2日） - 根本吉太郎
    - 第10作「千利休・謎の殺人事件」（2011年7月4日） - 安土英良

  - 浅見光彦シリーズ 第25作「姫島殺人事件」（2008年4月7日） - 笠原政幸
  - 萬屋長兵衛の隅田川事件ファイルシリーズ - 杉下康史
    - 萬屋長兵衛の隅田川事件ファイル1（2008年11月17日）
    - 萬屋長兵衛の隅田川事件ファイル2（2010年2月15日）

  - 十津川警部シリーズ
    - 第43作「伊勢志摩殺人迷路〜円空の謎〜」（2010年3月29日） - 小田天成
    - 第50作「消えたタンカー」（2013年9月9日） - 真鍋勇蔵
    - 第53作「伊豆・踊り子号殺人ルート〜消えた一億円の謎〜」（2014年10月20日） - 五十嵐壮平

  - 釣り刑事 第1作（2010年9月6日） - 黒川嘉邦
  - ヤメ判 新堂謙介 殺しの事件簿 第1作（2011年4月4日） - 甲本信一郎
  - 上条麗子の事件推理 第8作（2011年6月20日） - 大河内修造
  - 赤かぶ検事奮戦記 第3作（2011年11月14日） - 益川正治
  - 芸者弁護士 藤波清香（2014年6月23日） - 植西薫
  - 新・十津川警部シリーズ 第1作「伊豆・下田殺人ルート」（2017年1月23日） - 倉内三郎

#### 毎日放送
- 華麗なる一族（1974年10月1日 - 1975年3月25日）[24] - 細川一也 役

#### フジテレビ
- ライオン奥様劇場
  - 逢いみての（1970年）
  - 徳川の女たち 第1部「華麗 春日局」（1980年） - 隆光
- 同心部屋御用帳 江戸の旋風II 第8話「下町娘と若浪人」（1976年）
- 江戸の渦潮 第3話「命の泉いつまでも」（1978年）
- メガロマン（1979年） - 由利一也
  - 第3話「唸れ! 宇宙拳法」
  - 第9話「UFOが海に落ちた!」
- 銭形平次
  - 第613話「忠義者」（1978年） - 房吉
  - 第687話「潮騒を聞く女」（1979年） - 矢之吉
  - 第785話「逃亡者」（1981年） - 音次郎
  - 第844話「黒いお白州」（1983年）
  - 第846話「証拠が消えた」（1983年） - 秀次郎
- 弐十手物語 第9話「散歩する死者」（1984年）
- スケバン刑事 第13話「殺しのメロディーを弾け!」、第14話「血ぬられた鍵盤」（1985年） - 川崎敏弘
- あいつがトラブル 第14話「警察が占領された」（1990年）
- 天国から北へ3キロ（1991年）
- 鬼平犯科帳 第5シリーズ 第6話「白根の万左衛門」（1994年） - 雨彦の長兵衛
- 正義は勝つ 最終話「判決」（1995年） - 大岡裁判長
- 雲霧仁左衛門（1995年） - 山田藤兵衛
- 御家人斬九郎
  - 第1シリーズ 第2話「用心棒二人」（1995年） - 久保寺勘兵衛
  - 第4シリーズ 第9話「追われもの」（1999年） - 生田俊宗
- 銭形平次（北大路欣也版）
  - 第5シリーズ 第5話「隠された真実」（1995年） - 直次
  - 第6シリーズ 第4話「血文字の謎」（1997年） - 橋本算哲
- 金曜エンタテイメント
  - 坊ちゃん教授の事件簿
    - 第1作「四国道後殺人事件」（1997年4月18日） - 香月正
    - 第3作「岩手花巻・銀河牧場殺人事件」（2003年10月24日） - 矢代豊蔵

  - 京都祇園入り婿刑事事件簿 第3作（1998年4月17日） - 朝比奈和也
  - 赤い霊柩車シリーズ 第10作「女相続人 死を呼ぶダイヤ」（1998年12月25日） - 大沢孝次郎
  - おだまりコンビ 第1作「芸能界殺しのパズル」（1999年6月18日） - 工藤
  - 果つる底なき（2000年2月11日） - 北川睦夫
  - えなりかずきの少年探偵 事件でござる 第2作（2003年2月7日） - 上増隆司
- 殴る女 8th ROUND「プライドの問題」（1998年） - 織田
- 天使のお仕事（1999年） - 黒部憲一
- ナオミ 第6話「ナースな教師 生徒がパパ」（1999年） - 神谷誠一
- 人にやさしく 第9話「父子・衝撃の再会」（2002年） - 山田太朗の父
- 夜桜お染　第2話「金の仏像」（2003年）-津田屋正三郎
- 剣客商売（藤田まこと版→北大路欣也版）
  - 第4シリーズ 第1話「陽炎の男」（2003年） - 井村松軒
  - 第5シリーズ 第10話「暗殺者」（2004年） - 松平伊勢守
  - スペシャルドラマ「道場破り」（2010年） - 大場治左衛門
  - スペシャルドラマ「御老中暗殺」（2012年） - 木下肥後守
- 金曜プレステージ
  - 浅見光彦シリーズ
    - 第32作「箱庭」（2008年）
    - 第36作「鐘」（2010年）
    - 第38作「十三の冥府」（2010年） - 本間信也
    - 第40作「棄霊島」（2011年） - 時田署長
- 金曜プレミアム
  - 「松本清張スペシャル かげろう絵図」（2016年） - 水野越前守忠邦
- 世にも奇妙な物語 / 「厭な子供」（2001年） - 亀井善朗

#### 関西テレビ
- 柳生一族の陰謀（1978年） - 徳川忠長
  - 第1話「将軍毒殺」
  - 第2話「美女のいけにえ」
  - 第3話「駿府の黒い影」
- 騎馬奉行 第12話「大奥（秘）女の争い」（1979年） - 隆源
- 影の軍団II 第14話「闇にきらめく美女」（1982年） - 柴静馬
- 暁に斬る! 第1話「燃えろ!好色寺」（1982年） - 道軒
- 現代怪奇サスペンス / 蜘蛛（1986年）
- 山村美紗サスペンス「死人が夜ピアノを弾く」（1986年10月6日）
- 直木賞作家サスペンス / 白い花（1989年）
- 乱歩賞作家サスペンス / 美談の裏側（1989年）
- 山村美紗サスペンス「伏見初うま殺人事件」（1990年4月）
- 花村大介 第7話「弁護士さん私が犯人です」（2000年） - 内山悟史
- クニミツの政（2003年） - 宇治村修造
- 新・風のロンド（2006年） - 野代辰吉

#### テレビ朝日
- 五番目の刑事 第3話「夜の牙」（1969年10月16日） - バーテン 役
- 宮本武蔵（1970年）
- 右門捕物帖 第24話「盗まれた花嫁」[25]（1974年9月11日） - 佐兵衛 役
- ザ・ボディガード 第26話「父性愛」（1974年） - 原口茂
- 非情のライセンス
  - 第2シリーズ（1975年）
    - 第17話「兇悪の誇り」 - 芝辻一郎
    - 第52話「兇悪の再会」 - 山野

  - 第3シリーズ 第13話「兇悪の唇・危険を運ぶ女」（1980年） - 吉光浩二
- 破れ傘刀舟 悪人狩り 第79話「生き胴斬り千両」（1976年） - 机左内
- 特捜最前線
  - 第29話「プルトニウム爆弾が消えた街」、第30話「核爆発80秒前のロザリオ」（1977年） - 重森信一
  - 第61話「目撃・髪を残した女!」（1978年） - 関谷
  - 第94話「恐怖のテレホン・セックス魔!」（1979年） - 森浦
  - 第156話「乗り逃げ女はリンゴがお好き!」（1980年）
  - 第192話「張り込み・靴を磨く刑事!」（1981年） - 細田
  - 第225話「チワワを連れた犯罪者!」（1981年） - 戸山
  - 第264話「白い手袋をした通り魔!」（1982年） - 西条寺
  - 第275話「望郷 凶悪のブルーハワイ!」、第276話「望郷II 帰らざるワイキキビーチ!」（1982年） - 白木六郎
  - 第318話「不発弾の身代金!」（1983年） - 西森
- 土曜ワイド劇場→日曜ワイド
  - 渓流釣り殺人事件（1979年）
  - 黒の環状線・新婚夫婦恐怖のおとし穴（1980年）
  - 鏡地獄の美女 江戸川乱歩の「影男」 第15作（1981年） - 速水荘吉
  - 女優殺し（1983年）
  - 若妻殺し（1985年）
  - 嫁・姑殺人事件（1985年）
  - 血液型殺人事件 霧の那須高原襲われた女探偵（1985年）- 大友隆一
  - 新人歌手スキャンダル殺人事件（1985年）
  - 結婚って何さ殺人事件（1986年）
  - 白銀のみちのく幽霊殺人（1986年） - 鴨下
  - 密室の死重奏（1987年）
  - 日時計館の美女 江戸川乱歩の「屋根裏の散歩者」（1988年） - 遠藤
  - 婚約者殺し（1988年）
  - 牟田刑事官事件ファイル 第11作「別府温泉－みちのく松島、湯けむり殺意の旅」（1989年）
  - 女弁護士 朝吹里矢子　第12作「相続放棄の謎」（1991年）
  - 新宿ラブストーリー事件簿 第1作 「美人通い妻殺人!」（1992年）
  - 新・法医学教室の事件ファイル 第1作「死体が嘘をついた!?」（1994年）
  - 車椅子の弁護士・水島威 第2作「夢を燃やした女!?」（1996年）
  - 作家、小日向鋭介の推理日記（1999年）
  - 事件 第8作「姑を殺した女!」（2000年） - 吉永武夫
  - 新・赤かぶ検事奮戦記 第11作「紫式部があやつる連続殺人!」（2000年）
  - 行きずりの街（2000年） - 池辺忠
  - 西村京太郎トラベルミステリー 第34作「津軽陸中殺人ルート」（2000年） - 島崎弁護士
  - カリスマ美容師殺人事件（2001年）
  - 少年被疑者（2002年）
  - ドクVSデカ 心療内科医&殺人課刑事の捜査ファイル（2002年） - 三枝俊之
  - 走る! 国選弁護人（2004年）
  - 森村誠一の終着駅シリーズ 第20作「砂漠の喫茶店」（2006年）
  - 花嫁の叫び（2008年） - 大和田山遊
  - 天才刑事・野呂盆六 第2作「母という名の罠」（2008年）
  - 新聞記者 鶴巻吾郎の事件簿 第4作（2010年） - こけし工芸人
  - 人類学者・岬久美子の殺人鑑定（2010年9月） - 松波洋介
  - 狩矢父娘シリーズ 第12作（2011年） - 倉科孝蔵
  - ホゴカン 熱血保護司・村雨晃司の事件簿（2013年） - 阿部社長
  - 天才刑事・野呂盆六ファイナル 「盆六 暁に死す!」（2015年） - 小佐野洋元
  - 狩矢父娘シリーズ 第17作「京都・開運ツアー殺人事件!」（2016年） - 葛西幸男
  - ドクター彦次郎 第3作（2017年8月20日） - 岩崎正宗
- 俺はあばれはっちゃく 第11話「お作法破り㋪作戦」（1979年） - 秋山達夫
- 江戸の牙 第17話「見習同心・純 白夜に死す」（1980年） - 速水新之助
- 爆走! ドーベルマン刑事 第3話「血の追跡!」（1980年） - 宇佐見
- 柳生あばれ旅 第7話「駿府城秘女の闘い -府中-」（1980年） - 徳川忠長
- 西部警察 第73話「連続射殺魔」（1981年） - 玉木文男
- 警視庁殺人課 第20話「幽霊殺人事件 戦慄の白いドレス」（1981年）
- 文吾捕物帳 第25話「嘘は涙かため息か」（1982年）
- 源九郎旅日記 葵の暴れん坊 第8話「いのち白浪 恋の舞い」（1982年） - 国松伊三郎
- 宇宙刑事ギャバン 第30話 - 最終話（1982年11月5日 - 1983年2月25日） - サン・ドルバ 役[26]
- はぐれ刑事純情派
  - 第1シリーズ 第7話「産院から消えた赤ん坊」（1988年）
  - 第2シリーズ（1989年）
    - 第3話「マンションの鍵を模造した男」 - 星野義明
    - 第20話「罠に落ちた美人弁護士」 - 河村院長

  - 第10シリーズ 第18話「狼少年に庇われた女!? 疎開した夏…折り鶴の謎」（1997年）
- シリーズ・男の決断 / あざやかな逆転・会社が甦る日（1988年）
- 名奉行 遠山の金さん
  - 第1シリーズ 第18話「二つの顔の仕事人」（1988年） - 松吉
  - 第2シリーズ 第18話「夜空に飛んだ女の執念」（1989年） - 兆庵
  - 第3シリーズSP4「美女の陰謀！関八州あばれ旅」（1990年） - 島村伊三郎
  - 第4シリーズ 第8話「素浪人 最後の勝負」（1992年） - 内藤頼母
  - 第5シリーズ
    - 第6話「涙の仇討!二度裏切られた女」（1993年） - 村田主膳
    - 第31話「帰ってきた暴れん坊」 （1993年） - 成島頼母

  - 第6シリーズ
    - 第8話「上方女の真剣勝負」（1994年） - 馬場連三郎
    - 第23話「大陰謀!紫頭巾の女」（1995年） - 闇の鳶蔵

  - 第7シリーズ 第8話「献残屋の秘密 一度死んだ女」（1995年） - 小笠原主膳
- 暴れん坊将軍
  - 暴れん坊将軍IV
    - 第35話「雪国からの椿姉妹」（1991年） - 能勢肥後守
    - 第38話（SP）「狙われた江戸城の花嫁!」（1991年） - 稲葉弾正
    - 第54話「非情の掟! 激突、父と子」（1992年） - 向井将監

  - 暴れん坊将軍V 第35話「廓祝言、一夜の花嫁」（1994年） - 相良左衛門
  - 暴れん坊将軍VI 第23話「わが子を裁く鬼の父」（1995年） - 小笠原右京
  - 暴れん坊将軍VII 第13話「凧よ、あがれ、誇り高く」（1996年） - 片山図書
- さすらい刑事旅情編V 第1話「SL貴婦人号で待つ女・白狐面の殺意」（1992年） - 西山修造
- 将軍家光忍び旅II（1992年 - 1993年） - 無幻斎
- 南くんの恋人（1994年） - 野村 健三
- 殿さま風来坊隠れ旅 第11話「渡り世間は泥棒ばかり」（1994年） - 飯野主膳
- 影武者・織田信長（1996年） - 徳川家康
- スーパー戦隊シリーズ
  - 忍風戦隊ハリケンジャー（2002年 - 2003年） - 日向無限斎 / ハムスター館長の声 役[27]
  - 烈車戦隊トッキュウジャー 第26駅「銭湯で戦闘開始」（2014年8月31日） - 銭湯のおじさん[28]
- 相棒
  - Season2　第3話「殺人晩餐会」（2003年） - 沼功
  - Season4 第20話「七人の容疑者」（2006年） - 蕪木惣一
  - Season14 第9話「秘密の家」（2015年） - 川口健作[29]
- 八丁堀の七人 第5シリーズ 第1話（SP）「美人女将が仕組んだ罠!悲しい過去が殺意を招く」（2004年） - 榊原采女正
- 新・京都迷宮案内（2004年 - 2009年） - 城戸剛史
- 黒革の手帖 第6話（2004年）  - 田村弁護士
- はみだし刑事情熱系 PART8最終章（2004年） - 山部参事官
- 特命係長 只野仁スペシャル 狙われたセレブな女たち（2005年） - 倉持企画推進部長
- 敵は本能寺にあり（2007年） - 村井貞勝
- 忠臣蔵 音無しの剣（2008年）- 色部又四郎
- テレビ朝日 開局50周年記念ドラマスペシャル / 落日燃ゆ（2009年3月15日） - 杉山元
- 新・警視庁捜査一課9係 第1話「殺人女優」（2009年7月1日）
- ドラマスペシャル だましゑ歌麿（2009年9月12日） - 白河家重役
- 外科医 須磨久善（2010年9月5日）
- 科捜研の女  Season12 - （2013年 - ） - 佐伯志信 役
- 開局55周年記念ドラマスペシャル 上意討ち 拝領妻始末（2013年2月9日） - 塩見兵右衛門
- ダブルス〜二人の刑事 最終話「俺たちの最強伝説、今夜完結」（2013年6月13日） - 沼田弘志
- 警視庁・捜査一課長 - 本淵陽 役[30]
  - S.2 第8話（2017年6月8日）
  - S.3 最終話スペシャル（2018年6月14日）
  - スペシャル3（2019年4月21日）

#### 朝日放送
- ザ・ハングマンシリーズ
  - ザ・ハングマン 第50話「女催眠術師のウラを探れ」（1981年） - 安井秀夫（中光商事営業部次長）
  - ザ・ハングマンII 第12話「ギャラは人妻! 売れっ子評論家を吊せ」（1982年） - 五十嵐専務（幸田精機）
  - 新ハングマン 第17話「家元争いを毒花で飾る夫人と女秘書」（1983年） - 陣内誠（更科流事務局長）
- 特命刑事ザ・コップ 第10話「死色い粉を押えろ!」（1985年）
- 迷宮課刑事おみやさん 第9話「7年前の奪われた美女「シモーヌ」が今日…!」（1985年） - 尾中五郎
- 必殺シリーズ（松竹、1986年 - 2009年）
  - 必殺仕事人V・旋風編（1986年 - 1987年） - 鬼塚
  - 新春仕事人スペシャル 必殺忠臣蔵（1987年） - 鬼塚
  - 必殺仕事人V・風雲竜虎編 （1987年） - 鬼塚
  - 必殺剣劇人 最終話「あばよ!」（1987年9月25日） - 鬼塚 役[注 3][31]
  - 必殺スペシャル・新春 決定版!大奥、春日野局の秘密 主水、露天風呂で初仕事（1989年） - 鬼塚
  - 必殺スペシャル・春一番 仕事人、京都へ行く 闇討人の謎の首領! （1989年） - 鬼塚
  - 必殺スペシャル・秋 仕事人vs仕事人 徳川内閣大ゆれ! 主水にマドンナ （1989年） - 鬼塚
  - 必殺スペシャル・新春 大暴れ仕事人! 横浜異人屋敷の決闘 （1990年） - 鬼塚
  - 必殺スペシャル・春 勢ぞろい仕事人! 春雨じゃ、悪人退治 （1990年） - 鬼塚
  - 必殺スペシャル・秋! 仕事人vsオール江戸警察 （1990年） - 鬼塚
  - 必殺仕事人2009 第3話「偽装詐欺」（2009年） - 鶴屋忠左衛門
- パズル Piece8「殺人招待状強欲教師vs美人秘書」（2008年） - 墨田透
- アンタッチャブル〜事件記者・鳴海遼子〜 第1話（2009年10月16日） - 双葉建設社長

#### テレビ東京
- プレイガールシリーズ
  - プレイガール 第204話「悪鬼のような女」（1973年2月26日）[32] - 生方浩 役
  - プレイガールQ
    - 第8話「現代オカルト美女仕掛人」（1974年11月25日） - 矢吹昭一 役[33]
    - 第10話「おんな風呂殺人事件」（1974年12月9日） - 友田始 役
    - 第26話「女の奥の奥の手」（1975年3月31日） - 河野明 役
    - 第70話「裸の花嫁地獄行き」（1976年3月1日） - 正岡 役
- 大江戸捜査網
  - 第348話「赤児暗殺泣き笑い騒動」（1978年） - 水島藩藩主
  - 第406話「赤ん坊を狙う暗殺者」（1979年） - 佐吉
  - 第546話「おんな狩り 謎の人斬り狼」（1982年） - 柳生宗近
  - 第637話「狙撃! 姉様人形は血の匂い」（1984年） - 伊勢屋武兵衛
- ザ・スーパーガール（1979年）
  - 第5話「スリラー・濡れた裸は女が闇を突く」
  - 第21話「通り魔パニック 真夜中の恐怖」 - 神坂俊介
- 12時間超ワイドドラマ→新春ワイド時代劇
  - 風雲江戸城 怒涛の将軍徳川家光（1987年） - 水野十郎左衛門
  - 天下の副将軍水戸光圀 徳川御三家の激闘（1992年） - 原田宗輔
  - 織田信長（1994年） - 斯波義統
  - 豊臣秀吉 天下を獲る!（1995年） - 松平広忠
  - 炎の奉行 大岡越前守（1997年） - 色部又四郎
  - 天下騒乱〜徳川三代の陰謀（2006年） - 安藤重信
- 月曜・女のサスペンス・夏樹静子トラベルサスペンス「寝台特急の女」（1988年4月） - 松永英夫
- 隠密・奥の細道 第3話「那須野に揺れるかさね草」（1988年）
- 人形佐七捕物帳 佐七一番手柄（1990年） - 松原一之助
- あばれ八州御用旅
  - 第2シリーズ 第16話「阿片地獄に散った華」（1991年） - 神林宗庵
  - 第4シリーズ 第1話「男涙の大利根無情!抜け荷街道の謎を追え!」（1994年） - 陳昌英
- 闇の狩人（1994年） - 伊藤又右衛門
- 編笠十兵衛（1997年） - 柳沢吉保
- 貯まる女（2000年）
- 経済ドキュメンタリードラマ ルビコンの決断
  - 「龍馬の後継者・岩崎弥太郎 〜日本経済の礎を築いた男〜」（2010年4月15日） - 大久保利通
  - 「省エネ電球で世界を照らせ 〜東芝 大転換の決断〜」（2010年4月22日） - 西田厚聰
- 女と愛とミステリー→水曜ミステリー9〈第1期〉→水曜シアター9→水曜ミステリー9〈第2期〉
  - 和泉教授夫妻シリーズ2（2002年）
  - 「みちのく蕎麦街道殺人事件」（2003年） - 中村幸博
  - 警視正・日丸教授の事件ノート（2003年） - 阿久津管理官
  - さすらい署長 風間昭平3（2005年） - 堀之内彰
  - 銀座高級クラブママ 青山みゆき3「赤いバラの殺人予告」（2008年7月23日） - 奥村吾一
  - テネシーワルツ（2010年） - 川村荘太郎
  - 捜査検事・近松茂道9「安寿と厨子王伝説殺人事件」（2010年3月17日）
  - 旅行作家・茶屋次郎9（2011年） - 宮本校長
  - 監察医・篠宮葉月 死体は語る（2011年12月7日 - 2014年8月27日） - 三上良一
  - 検事・沢木正夫1「第三の容疑者」（2013年9月25日） - 財部勲

### 映画
- 太陽は泣かない（1976年、日本福祉映画協会）
- 爆発! 750cc族（1976年、東映） - 西原タカシ
- 狭山裁判（1976年、東映） - 中田健治
- 赤穂城断絶（1978年、東映） - 浅野大学
- 地獄（1979年、東映） - 生形竜造
- ラブレター（1981年、にっかつ） - 松原
- マダムスキャンダル 10秒死なせて（1982年、にっかつ） - マイク
- 幻の湖（1982年、東宝）
- すかんぴんウォーク（1984年、東宝） - 桑畑一郎
- Wの悲劇（1984年、東映） - 城田公二
- 初夜の海（1984年、にっかつ） - 石井諒
- 海と毒薬（1986年、日本ヘラルド映画） - 浅井助手
- 必殺4 恨みはらします（1987年、松竹） - 与力・鬼塚
- 花園の迷宮（1988年、東映） - 海軍将官
- 社葬（1989年、東映） - 北川克巳
- 江戸城大乱（1991年、東映） - 日向法眼
- 新極道の妻たち（1991年、東映） - 大沢検事
- 新極道の妻たち 覚悟しいや（1993年、東映） - 宇野刑事
- 愛する（1997年、日活） - 西山医師
- 極道の妻たち 決着（けじめ）（1998年、東映） - 鴨居優一
- あぶない刑事フォーエヴァー THE MOVIE（1998年、東映） - 角田
- なぞの転校生（1998年、メディアボックス） - 鴻池医師
- 九ノ一金融道（2000年、ビジョンスギモト） - 国分豊
- 宣戦布告（2002年、東映） - 龍崎猛
- 忍風戦隊ハリケンジャー シュシュッと THE MOVIE（2002年、東映） - 日向無限斎 / ハムスター館長の声
- 同じ月を見ている（2005年、東映） - 桜井教授
- 仮面ライダーフォーゼ THE MOVIE みんなで宇宙キターッ!（2012年、東映） - ブリンク博士
- 忍たま乱太郎 夏休み宿題大作戦!の段（2013年、東映） - 稗田八方斎
- 科捜研の女 -劇場版-（2021年、東映） - 佐伯志信
- 死神遣いの事件帖 -月花奇譚-（2022年11月18日、東映ビデオ）[34]
  - 死神遣いの事件帖 終（2025年6月13日、東映ビデオ） - 天海和尚[35]

### 舞台
- リア王
- 桜の園
- 黄金の国
- アントニーとクレオパトラ
- ロミオとジュリエット
- マクベス
- 榎本武揚
- 化野｛あだしの｝
以上、現代演劇協会、劇団雲
- 天竺徳兵衛韓噺（1977年、演劇集団 円）
- 山の巨人たち（1983年、演劇集団 円）

### オリジナルビデオ・DVD
- 東京交差点（1991年、パーム）
- 俺達は天使じゃない2（1993年、SHSプロジェクト）
- ブラック・ジャック（1996年、バンダイビジュアル） - 王仁川外科部長
- スーパー戦隊シリーズ
  - 忍風戦隊ハリケンジャーVSガオレンジャー（2003年、東映ビデオ） - 日向無限斎 / ハムスター館長の声
  - 爆竜戦隊アバレンジャーVSハリケンジャー（2004年、東映ビデオ） - 日向無限斎 / ハムスター館長の声
  - 忍風戦隊ハリケンジャー 10 YEARS AFTER（2013年、東映ビデオ） - 日向無限斎
  - 忍風戦隊ハリケンジャーでござる! シュシュッと20th Anniversary（2023年、東映ビデオ） - 日向無限斎
- 超忍者隊イナズマ!（2006年、東映ビデオ） - 編成局長・三島
  - 超忍者隊イナズマ!! SPARK（2007年、東映ビデオ） - 編成局長・三島

### テレビアニメ
- MASTERキートン（1998年） - ダグラス警視
- 攻殻機動隊 S.A.C. 2nd GIG（2004年 - 2005年） - 合田一人
- 監督不行届（2014年） - 第九話エンドカード

### ゲーム
- メタルギア ライジング リベンジェンス（2013年） - サンダウナー[36]

### 吹き替え
- アリー my Love　[シーズン4 Episode3,4]（マイケル・バセット / 演：ウィリアム・ラス）※NHK制作版
- ザ・ホワイトハウス　[シーズン1：第2,4,8,16,22話 / シーズン2：第1,17話 / シーズン3：第5,9,17話 / シーズン4：第9,21話]（ジョン・ホインズ副大統領 / 演：ティム・マシスン） ※NHK制作版
- エイリアス [シーズン2 Episode13] (アンソニー・ガイガー / 演：ルトガー・ハウアー)
- シルミド （チェ准尉 / 演：アン・ソンギ）※テレビ朝日制作版
- できごと （ウィリアム / 演：マイケル・ヨーク）
- ビバ!マリア （フローレス / 演：ジョージ・ハミルトン）
- モンスター（トーマス / 演：ブルース・ダーン）

### CM
- ダイハツ・ムーヴ（ダイハツ工業）
- フジカラー「写ルンです」（富士フイルム）
- セキスイハイム「博士と助手編」

### バラエティ
- ゲバゲバ一座のちょんまげ90分（1971年、NTV）
- ビートたけしのつくり方（1993年、CX）
- ウルトラ情報局（2006年、ファミリー劇場）
- ザ・インタビュー〜トップランナーの肖像〜（2017年1月21日、BS朝日） - 吉永みち子と対談[11]